# イオンモール高の原
イオンモール高の原（イオンモールたかのはら）は、日本の京都府木津川市相楽台一丁目にあるショッピングセンター。総合スーパーマーケットのイオンおよび専門店街からなる。平城・相楽ニュータウンの中心地に立地する。

## 概要
土地を所有する都市再生機構と事業用借地契約を締結している関西文化学術研究都市センターが建設した「サンタウンプラザこすもす館」をイオンが一括で借用。2007年（平成19年）5月1日にイオン高の原ショッピングセンターとして開業した。マイカルサティを核店舗とし、専門店はイオンモール奈良登美ヶ丘などと重複しないものを中心にレディースファッション・生活雑貨が多く入居。サティとシネマコンプレックスを入居させたのは、他のイオングループのショッピングセンターと差別化を図るためであり、店舗構成もイオン奈良登美ヶ丘ショッピングセンターが60代の団塊世代のニーズに合わせたのに対して、この店舗は立地する平城・相楽ニュータウンの住民の多くを占める40代の団塊ジュニア層のニーズに合わせたものになった。
また、当施設は小売販売としての役割以外も兼ね備える。融合をショッピングセンターのコンセプトとしており、関西文化学術研究都市の京都府と奈良県の府県境に立地していることから、2つの古都及び古都の「伝統」と関西文化学術研究都市の「革新」の融合を育む場となるよう4階にはコミュニティホール「こすもすホール」が設けられ、周辺地域のグループを対象に無償で提供されている。コミュニティホール以外にも、木津川市役所西部出張所や医療施設、託児所、デイサービス施設があり、公共性の高い施設となっている。
イオングループ再編により、2008年（平成20年）8月21日に運営業務をイオンリテールへ移行。核店舗の高の原サティも2011年（平成23年）3月1日に「イオン高の原店」へ店舗名を変更している。さらに、イオングループのディベロッパー事業の統合のため、2011年（平成23年）11月21日にショッピングセンター名を「イオンモール高の原」に改称し、2013年（平成25年）11月1日より運営・管理がイオンモールへ業務受託された。
商圏は北は京都府京田辺市南部、南は奈良県大和郡山市、西は奈良県生駒市、東は三重県伊賀市を想定。

## 府県境
当施設は、建物の北側（6割）が京都府木津川市に、南側（4割）が奈良県奈良市に位置する。これは、イオンモール高の原のある平城・相楽ニュータウンが、最初のマスタープランを作成した1964年（昭和39年）から1960年代後半においては奈良県側・京都府側を合わせて平城ニュータウンという認識のもとに府県界を変更する前提で奈良県側に地区センターが計画されていたのが、平城土地区画整理事業計画認可に向けた奈良県と京都府との協議で府県界は現況の位置のまま今後も変更しないこととなり、地区センターを平城地区・相楽地区双方にバランスよく配置した結果、大型商業施設を建設するには府県境をまたぐ形でしかできなかったためであるが、正面玄関と事務所を含め、敷地面積約5万m2の8割が京都府に位置していることからイオンモール全体の住所は木津川市に決められ、各テナントの電話番号も木津川市の市外局番（0774）から始まる。一方で、警察の管轄や納税先、上下水道の契約先、ごみ処理の方法などはテナントによって異なっている。
このうち、警察は2005年（平成17年）3月から両府県の間で事件・事故の際の対応を協議する中で、発生場所が分かりやすいよう府県境に線を引くことをイオン（当時）に申し入れ、それを受けて1階には白い点線、2階には茶色の実線、踊り場にはねずみ色の実線、3階・4階にはオレンジ色の実線、5階・屋上・屋外には黄色い点線が描かれた。また、駐車場の柱には府県名が標示されている。なお、拾得物は、京都府側のものは木津警察署、奈良県側のものは奈良警察署に届け出なければならないが、拾得場所は拾得者の申告で決められる。

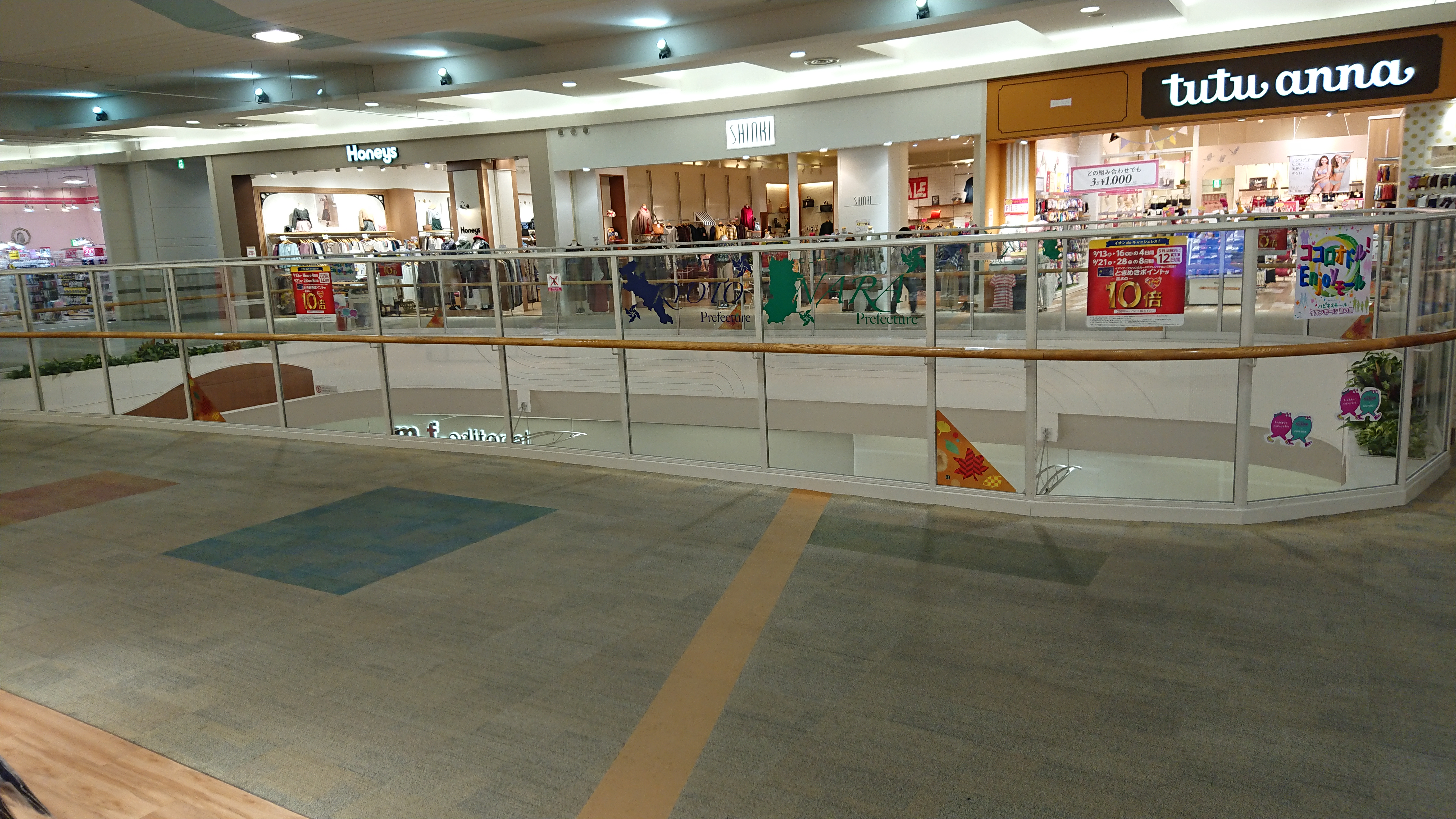
館内の府県境標示
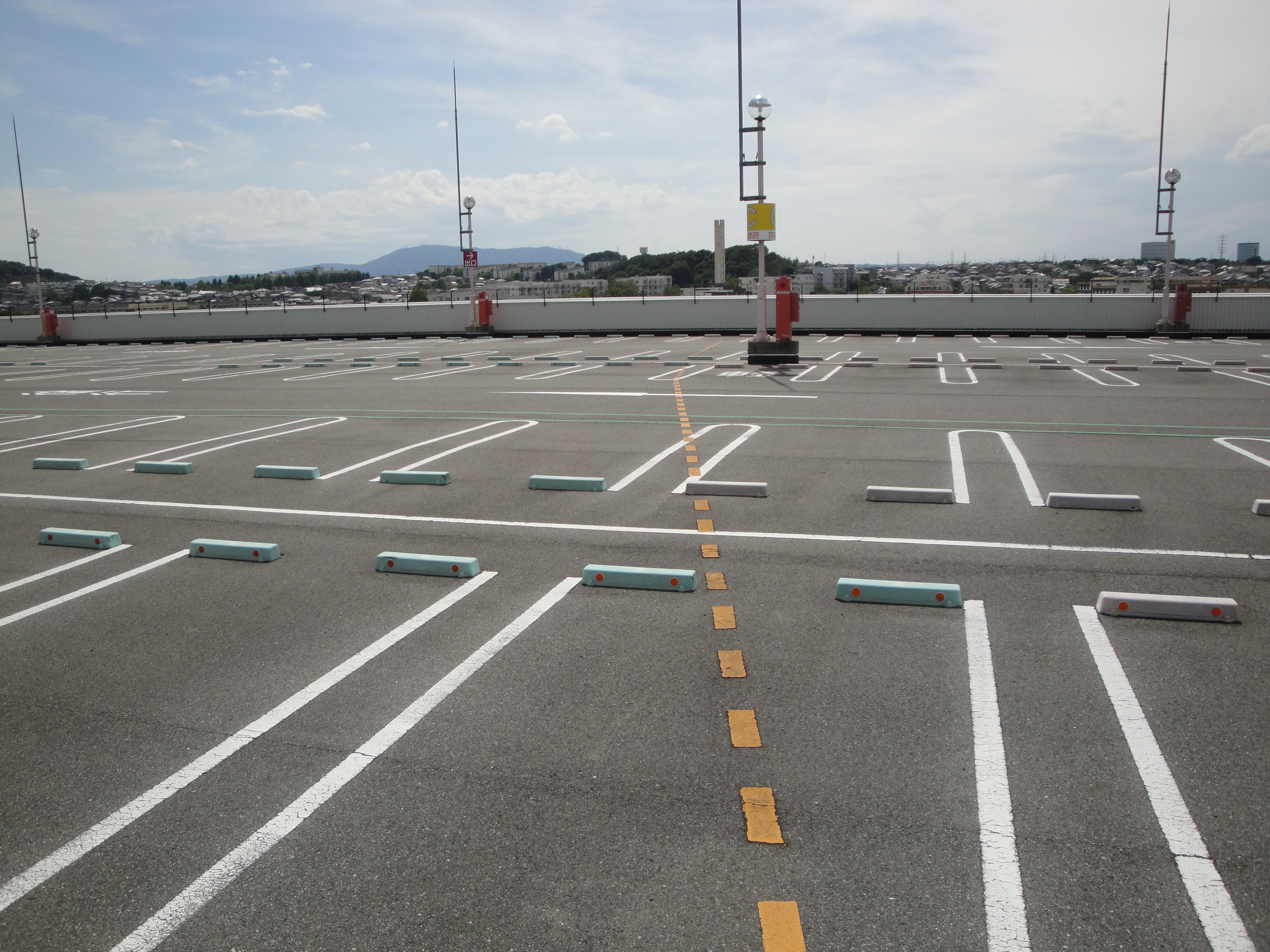
南北で色分ける車止め

### 反響
開業当時、イオンが運営する約270箇所の施設の中で都道府県境をまたぐのはこの施設のみで、イオンモールとなって以降も、200カ所以上のイオンモールで唯一の県境に建つモールとなっている。
当初、館内では府県名を標示しておらず、施設側は「ことさら県境で商売する気はない」としていた。しかし、県境マニアの間では「日本で唯一の府県境をまたぐ大型ショッピングセンター」として有名であり、県境マニアの主な出没スポットとなっているほか、マスメディアに取り上げられたり、フロアガイド送付の問い合わせが来たり、府県境の線を来館者が撮影していくなど反響が大きく、新たに「NARA」「KYOTO」と書かれたシートや装飾パネルでPRする対応がとられた。装飾パネルには、奈良市非公認キャラクターのリニー君のフィギュアも置かれているほか、2012年（平成24年）10月30日にAndroidで、同年11月19日にiOSでまゆまろ、せんとくんと一緒に記念写真ができるアプリが配信されたこともある。
その後、府県境はイベントでも活用され、「消防フェア」では、いづみ姫となっぴぃがそれぞれの市の縁に立って誓いの握手をしたり、「鉄道フェスタ in イオンモール高の原」では、仲川げんとリニア招き鹿：りにまね、河井規子といづみ姫、久野知美による記念撮影の場が設けられたりした。

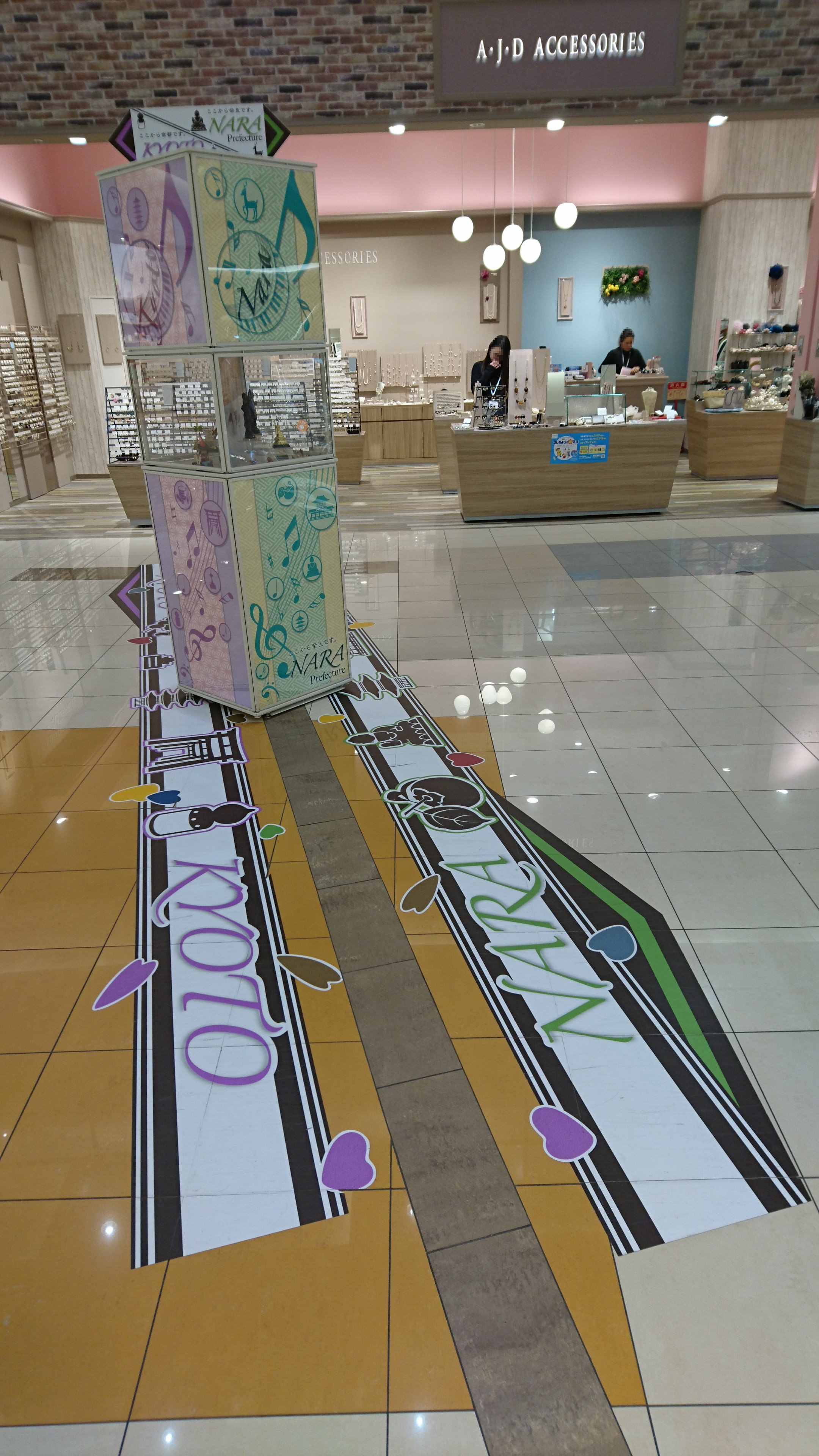
シートと装飾パネル
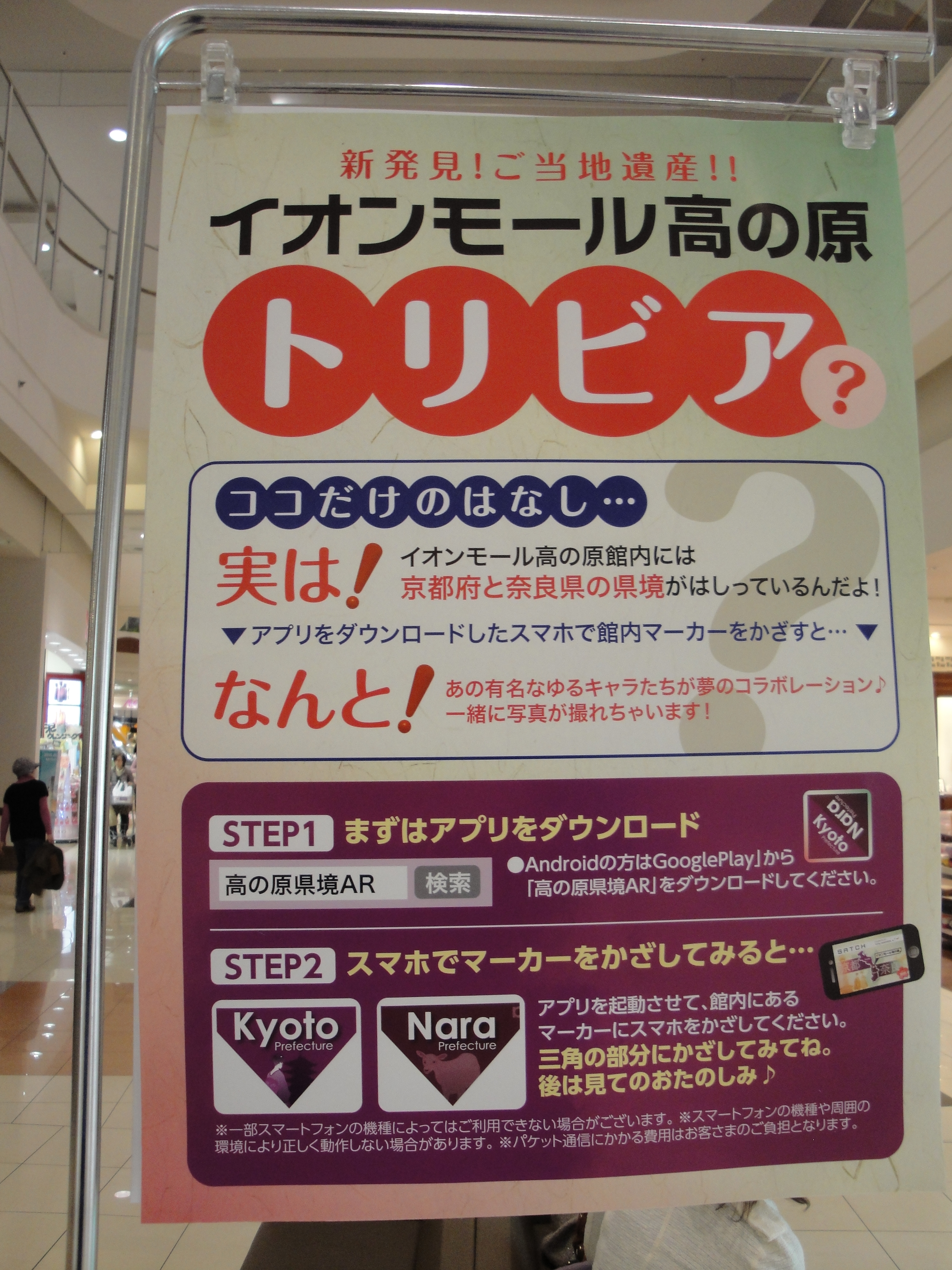
高の原県境ARの掲示

### 施設名・催事場名
最寄り駅が高の原駅であることから、施設名は奈良市の地名である高の原となっている。また、催事スペースは、平城京のあった奈良県側が「平城コート」（54m2）、平安京のあった京都府側が「平安コート」（133m2）と名付けられ、主なイベントは平安コートで開催されるが、平城コートも奈良の催事を中心に利用されるため、奈良に関係するイベントの方が出展機会は多い。

### 住所
イオンモールとしての住所は、京都府木津川市相楽台1丁目1番1。ただし、ゆめはんな歯科クリニック高の原、ポシブルイオン高の原店の住所は奈良県奈良市右京1丁目6番1となっており、歯医者では京都子育て支援医療費助成がすぐには受けられないほか、木津川市相楽台1丁目3番も存在する。

### 警察・消防
警察
110番通報は京都府木津警察署に入電し、同署が駆けつけた後、境界線に関係なくフロア面積の占める割合が大きい方の府県警察に引き継ぐ。ただし、携帯電話を使用した場合などはいずれに入電するか特定できないため、警察法第60条の2の規定に基づき、2007年（平成19年）4月20日に京都府公安委員会と奈良県公安委員会との間で、管轄区域にかかわらず事案を認知した府県警察が応急措置を講ずることなどを定めた協定が締結された（事案発生の場所等が認知の時点で明らかで、かつ、急を要しない場合はこの限りではない）。また、無差別殺傷事件等を想定した防犯訓練は、京都府警察と奈良県警察が合同で実施する場合もあれば、木津警察署と警備員、従業員で行う場合もある。そのほか、2011年（平成23年）9月8日に、周辺地域の住宅開発に伴う都市化で、イオンモール高の原や周辺地域に集まる少年による万引きや乗り物盗の犯罪の発生が懸念されていることから、少年の万引きといった非行防止の啓発活動及び、児童生徒の携帯電話等の利用での犯罪被害防止を目的とした奈良県警察・奈良県教育委員会・京都府警察・京都府教育委員会共催の啓発活動を実施し、青少年補導委員ら約100人が参加したり、2012年（平成24年）7月22日に、木津警察署と奈良県奈良警察署が交通安全を呼びかける初の合同イベントを開催したり、2013年（平成25年）11月1日に、木津警察署と奈良県警察交通機動隊がともにメロディーパトロール活動を実施していることから、連携強化を図るため初めての合同出発式を駐車場で行い、警察官と木津川市・精華町教育委員会、相楽交通安全協会の関係者ら約30人が参加する中、中尾道忠署長と中田安彦隊長が訓示を述べ、白バイ計10台とパトカー1台が車両点検後、小学校区の通学路へメロディーパトロールに出発したり、2018年（平成30年）1月7日に、日頃イオンモール高の原周辺の携帯電話からの110番通報を引き継ぎあっている京都府警察と奈良県警察が、110番の日に合わせた広報啓発活動を初めて合同で開催し、両府県警察の通信指令課が110番の適正利用を呼び掛けて音楽隊が演奏を披露したりしている。
消防
消防点検や消防訓練などは相楽中部消防組合消防本部が一括管理し、毎年救急医療週間が近づくと救急フェアを催している。火災発生時も、119番通報への応答などの初期対応は相楽中部消防組合消防本部が担当するが、奈良市消防局と近隣応援協定を結んでおり、両消防がほぼ同時に現場に到着する。秋季全国火災予防運動では、火災予防思想の一層の普及と近隣消防本部との連携強化を目的に、2012年（平成24年）から相楽中部消防組合消防本部と奈良市消防局北消防署合同で消防フェアを実施している。

### 税の賦課
固定資産税
敷地面積と店舗面積に応じて京都府木津川市と奈良県奈良市に配分される。
法人事業税
県境を基にそのテナントの事業スペースがある方の府県の事務所等として計上する。
法人市民税
テナントごとに位置で判断して、京都府木津川市か奈良県奈良市に申告する。
地方消費税
商業統計調査が府県境で分かれていなかったため、全額京都府の税収として清算されていたが、数億円損をしているのではないかと奈良県が総務省および京都府に激しく申し立て、テナントごとにフロア面積の大きい方の府県に計上することとなった。

### プレミアム商品券
奈良県
2011年度のせんとくんプレミアム商品券までは、奈良県側のフロア面積の方が大きいテナントでのみ使用できた。その後も奈良県は同様の方針を示したが、全テナントが不参加に転じ、利用できなくなった。
奈良市
参加店舗の募集要項には「ひとつの建物が他市とまたがる場合は、利用者の利便性を考慮して、当該建物内に存する全ての店舗に参加資格を有するものとする」とあり、南半分が奈良市に位置するイオンモール高の原とイオンモール奈良登美ヶ丘では、多くのテナントが出店場所に関係なく参加した。
木津川市
多くのテナントが出店場所に関係なく参加した。
奈良市商店街振興会
2009年（平成21年）のまほろば総体記念商品券では、奈良市商店街振興会の加盟店だけでなく、イオン高の原ショッピングセンター（当時）内の専門店も取り扱った。

### 廃棄物・水道
テナントごとに木津川市・奈良市それぞれの市指定の方法で分別しなければならないため、集積所が2ヶ所設置されている。水道・下水道料金も同様に分かれるが、水道も集積所も境界上のテナントは面積の広い方に合わせる。なお、奈良市側の上水道は布目取水場および白砂取水場、京都府側は京都府営木津浄水場水源取水地点からの受水と吐師受水場の地下水を水源としているが、空調熱源システムで利用する水は、冷却塔のある京都府側から供給されている。

### 緊急事態宣言
2021年（令和3年）4月に京都府において新型コロナウイルス感染症に対する緊急事態宣言が発令された際には、京都府では映画館などの閉業が要請されたが、奈良県では要請されなかった。この際、本モールでは建物全体を京都府として扱ったため、本モールのうち奈良県内にある映画館や雑貨店、服飾店なども閉業することとなった。

### 届出
サンタウンプラザこすもす館
大規模小売店舗立地法第2条第2項及び第5条第1項に基づき、店舗部分がより多く属する方の都道府県（京都府）に届け出なければならない。また、京都府地球温暖化対策条例および京都府再生可能エネルギーの導入等の促進に関する条例に基づき、特定建築物排出量削減計画書、特定建築物再生可能エネルギー導入計画書が作成・提出されている。
イオンシネマ高の原
シネマデプト友楽が2010年（平成22年）1月31日に閉館して以降、県庁所在地にもかかわらず映画館のない奈良市であるが、イオンモール高の原内にあるイオンシネマ高の原が、場所的には奈良市で入場者も半分は奈良市民であり、「Yahoo!検索大賞2016」奈良県部門賞を受賞している。しかし、興行場法第2条第1項および興行場の設置場所の基準等に関する条例施行規則第1条第1項に基づく許可申請は京都府の管轄で、生活衛生同業組合京都興行協会に所属し、京都府の青少年の健全な育成に関する条例が適用されるほか、映画情報サイトなどでも京都府に分類される。前記の2021年（令和3年）に京都府の緊急事態宣言発出時においても、当館は京都府の映画館の扱いとなり休業することになった。

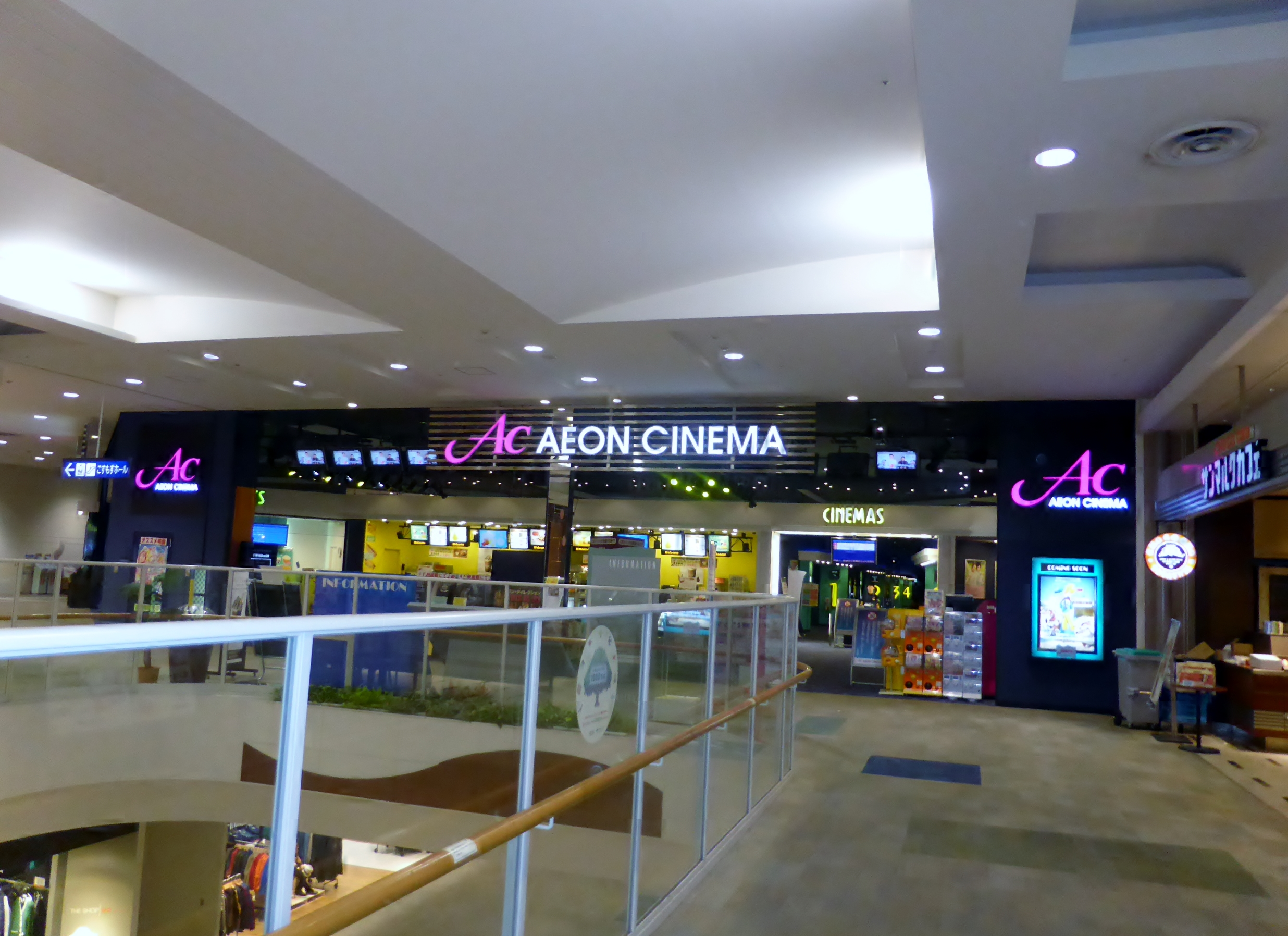
南端にある映画館

ひごペットフレンドリーイオンモール高の原店
京都府山城南保健所管内であり、動物の愛護及び管理に関する法律第10条第1項の規定に基づく京都府知事の第一種動物取扱業の登録を受けている。
ポシブルイオン高の原店
介護保険法第41条第1項に基づき、2007年（平成19年）10月1日に奈良県知事が居宅サービス事業所に指定し、事業所所在地は「奈良県奈良市右京1-6-1イオンモール高の原3階」。その後、介護サービスの基盤強化のための介護保険法等の一部を改正する法律等の施行に伴い、2012年（平成24年）4月1日から指定権限が奈良市に移譲された。

### 建築制限規制

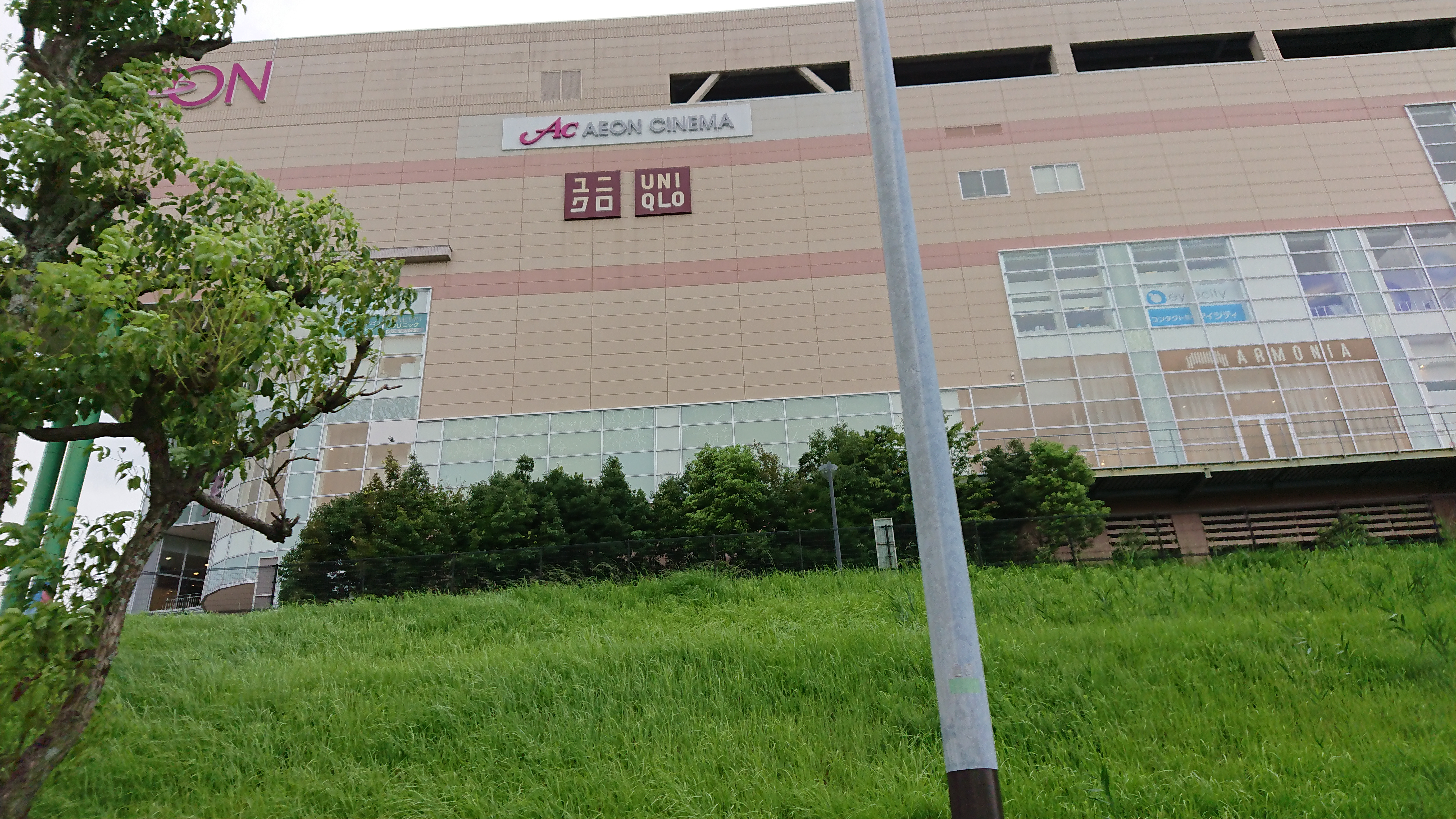
彩度を抑えた看板

高さ
京都府で2カ所しかない第一種低層住居専用地域に隣接する商業地域でありながら、建設時は奈良市側のみ31m高度地区に指定され、木津川市側は高さ制限規制を設定する考えはないとしていた。しかし、2013年（平成25年）11月18日開催の第13回木津川市都市計画審議会において、相楽都市計画地区計画（高の原地区）案が可決され、木津川市も高さの最高限度が31mとなった。
屋外広告物
奈良市側は、奈良市屋外広告物条例施行規則別表第2の2の表に規定する第1種地域に属するため、彩度の基準や高さに関する基準などが定められており、ユニクロの看板が茶色となっている。また、木津川市側も、京都府屋外広告物条例第12条の3の規定により規則で定められた基準、木津川市屋外広告物施行規則第7条に定める基準に該当し、かつ、関西文化学術研究都市(京都府域)における景観の形成に関する計画、高の原地区計画の条件を満たさなければならない。
意匠・形態・色彩
関西文化学術研究都市（京都府域）における建築物等の整備要綱第5条第1項に基づき、建築物等の整備計画を京都府知事に提出しなければならない。また、知事は事業者から提出された整備計画について、関係市町並びに京都府関西文化学術研究都市景観委員会（オープン当時。現・京都府景観審議会関西文化学術研究都市景観部会）の意見を聴取したうえで、必要な指導又は助言を行う。
- 彩度を抑えた看板

### 包括連携協定
防災
京都府（2011年9月）および奈良県（2011年3月）の両府県と防災協定を締結している。また、地震や水害時に4,000人受入可能な木津川市指定緊急避難場所となっている。
子育て支援・青少年の健全育成
きょうと子育て応援パスポート、なら子育て応援団の両方に協賛している。また、京都府は、ものづくりの技術・技能を確実に次世代に引き継いでいくとともに、府民の暮らしを支えるものづくりの大切さをアピールすることを目的に「ものづくり体験教室」を、奈良県は、野外活動センターの事業内容の周知と利用促進を目指す広報活動の一環として「森のめぐみであそぼう！」を実施したり、奈良県警察本部員、学生防犯ボランティア団体のあっぷりけ戦隊！奈良まもりたい、奈良県警察サイバー防犯サポーター、キッズポリスによる「夏の防犯スクール」を開催したりしている。
地産地消・県産品販売促進
奈良県内の優良産品の掘り起こしと認知度向上を図り、販路拡大へ向けた取組の一環として、2017年（平成29年）9月に「奈良イチ押し商品展示販売会」を、2018年（平成30年）4月以降は毎月「奈良いろどりマルシェ」（旧称：奈良のいろどり良品販売会）を開催しており、週末への出店効果を高めるため開催日程が2019年（平成31年）3月以降は木曜日から日曜日に、2020年（令和2年）4月以降は金曜日から日曜日に変更された。また、GMSのイオン高の原店は、京都府の小売店で唯一「おいしい奈良産協力店」に登録しており、ネットスーパーにも「奈良のうまいもの」のページがあるほか、大和牛の指定販売店となっている。
高齢者・障がい者の支援
奈良県の授産商品の認知度向上、売上拡大を目指して「はたらく障害者応援フェア」を開催している。また、京都おもいやり駐車場利用証制度の協力施設として車いすマーク駐車場27区画が登録されているほか、京都府警察の進める高齢運転者優先駐車スペースが5枠設置されている。
教育・文化の推進
地域の中学校や高校の吹奏楽部等50団体以上を集めて、合同演奏会が開催されている。また、職場体験では、奈良市の中学校からもイオンシネマ高の原、イオン高の原店、ユニクロなどで受入れている。
県政情報PR・発信
奈良県の広報誌「県民だより奈良」を配置。また、2013年（平成25年）からは、京都府と奈良県が自動車税納期内納付啓発イベントを実施しているが、合同キャンペーンはイオンモール高の原が初めて。

## 沿革

### 開発計画
都市基盤整備公団が所有し、長年空き地となっていた奈良市右京1丁目及び木津町相楽台1丁目の用地について、都市基盤整備公団と関西文化学術研究都市センターは近鉄京都線高の原駅の玄関口にふさわしいよう、大型商業施設の誘致を進めていた。 その際、大手小売流通企業数社に出店を打診したところ、イオンが出店を希望。2003年（平成15年）頃から、都市基盤整備公団・関西文化学術研究都市センターとイオンとの間で契約に向けての交渉が進められた。そして2004年（平成16年）夏、都市基盤整備公団の所有する約53,000m2の敷地に関西文化学術研究都市センターが建物（店舗面積約43,000m2、地上4階、地下1階）を建設し、そこにイオンが2005年（平成17年）秋の開業を目指して大型ショッピングセンター（ジャスコと大型専門店、8つのスクリーンのシネマコンプレックスと約2000台収容の立体駐車場など）を出店する計画が明らかになった。同年6月21日には福井博敏 木津町助役が町議会で宮嶋良造議員の一般質問に対して、イオンのショッピングセンターの立地に協力するよう各部課に指示したことを明らかにした。
しかし、建設予定地には暫定的に住宅展示場やテニスクラブ、駐車場などが立地していた。出店に先立ち、2004年（平成16年）6月30日に住宅展示場が、7月31日にテニスクラブが営業を終了。そして9月30日にサンタウンほっとスクェアに入居していた最後の店舗が閉店。歩行者専用道路の「エゴノキの道」も移設が決定した。その後、同年11月に関西文化学術研究都市センターは、「（仮称）サンタウンこすもす館」の入居者について十分調査・検討した結果、イオンに決定したことを奈良市に報告。その事業計画については、12月15日の奈良市議会定例会で、辰巳裕企画部長が山口裕司議員の一般質問に対し、敷地面積は奈良県側が約1.3ha、京都府側が約3.5ha、建物は地上4階・地下1階で、延床面積は122,000m2、駐車場台数約2,000台、概算事業費は約90億円と答えている。
事業資金はすべて金融機関からの融資で、民間都市機構によって金融機関に推薦と融資財源の一部が寄託され、それにより金融機関からの長期固定低利融資を受けた。

### 着工
2004年（平成16年）11月、都市再生機構は所有する約5.3haの用地の造成工事を浅沼組と契約。翌2005年（平成17年）8月に雨水排水管と歩行者専用道路の移設工事が着工した。そして建物の建設は、2006年2月頃から技術提案方式で見積り合わせをした結果、関西文化学術研究都市センターは淺沼組、奥村組、大林組、大本組、清水建設、竹中工務店、戸田建設の中から大本組を施行者に決定。同年8月10日に安全祈願祭が執り行われ、「サンタウンこすもす館（仮称）」の建設工事が着工した。B・C出入口に面する平城2号線・平城3号線の拡幅工事も行われたあと工事は翌2007年（平成19年）4月15日に完了し、関西文化学術研究都市センターからイオンへ引渡された。なお、基本設計はイオンが担当し、建築設計は東畑建築事務所・大本組、設備設計は大本組が担当した。

### オープン
2006年（平成18年）12月9日、マイカルが「サンタウンこすもす館（仮称）」にサティを出店すると発表。翌2007年（平成19年）3月27日にイオンとマイカルが奈良県庁内で記者会見を開き、店舗概要を発表した。また、同月31日には「イオンふるさと森づくり植樹祭」と称して、川本敏雄マイカル代表取締役社長のあいさつと藤原秀夫木津川市長職務執行者の祝辞、アーバンエコキッズのエコ宣言の後、近隣住民ら約2,000人が各グループに分かれてアラカシ・シラカシ・サクラ・ツバキなど48種17,000本の苗木を植樹した。
そして同年4月25日、イオン高の原ショッピングセンターとして近隣住民やイオンカード会員などを対象にソフトオープンし、8万人以上が来店。翌月1日にグランドオープンした。グランドオープン当日は、愛光保育園の園児42人による合唱のあと、大木一広・河井規子・川本敏雄・高橋宣・園児らがテープカット。また、店内ではいずみ太鼓木の鼓による演奏と、川本・高橋・森本・坂田店長の会見が行われた。

### オープン後
- 2007年（平成19年）
  - 9月14日 - 身障者専用駐車場のゲートのリモコンの出力が省令で定められた基準を超すものであったため、リモコンを回収し、ゲートの稼働を一時的に停止することを発表する[152]。
  - 11月7日 - D出入口の出庫運用開始に伴う平面駐車場のライン変更工事が行われる[153]。
  - 11月8日 - D出入口の出庫運用開始[153]。住宅地に面するD出入口は、午後8時以降の閉鎖や、騒音や交通渋滞の対策が求められていた[154][155][156]。
  - 12月8日 - ペットシティを除く専門店の開店時刻が午前10時から午前9時に変更され、全館9時の開店となる。
- 2008年（平成20年）
  - 2月15日 - 「京都一斉ライト・ダウン」に参加し、建物壁面、駐車場照明、屋上一部など10箇所の照明を19時-21時まで消灯[157]。
  - 3月29日 - けいはんな市民雑学大学の第一回講座がこすもすホールで開催される。
  - 6月11日 - 高の原サティにセルフレジ4台が導入される[158][159]。
- 2011年（平成23年）
  - 3月1日 - ジャスコとサティの店舗ブランドの「イオン」への統一に伴い、高の原サティが「イオン高の原店」へ店舗名を変更。
  - 4月8日 - 急速充電器の供用開始[160]。
  - 11月21日 - 「イオンモール高の原」に改称[25]。
- 2012年（平成24年）4月26日 - 充電網整備推進機構や大阪府などが実施する「電気自動車用急速充電器ネットワーク試験サービス（仮想通貨実験）」に参画し、実証実験を開始[161]。
- 2013年（平成25年）
  - 5月23日 - イオンの食料品・日用品売場が改装工事にともない臨時休業。
  - 5月24日 - イオンの食品のフロアがリフレッシュオープン。フローズンコーナー・お惣菜コーナーが新しくなる[要出典]。
  - 5月24日 - 5月29日 - イオンのビューティ売場が改装工事にともない臨時休業[要出典]。
  - 5月30日 - イオン全館リフレッシュオープン。美と健康のフロアに新しくDr.Ci:Labo、THE FACE SHOP、オーガニックコスメ、ジュリア・オージェモア、Opt Valuが新しく設けられ、調剤薬局が拡張される。
  - 7月12日 - イオン食品売場の開店時間を午前7時に繰り上げる。
  - 11月1日 - イオン食品売場でのレジ袋無料配布を中止[162]。
- 2020年（令和2年）
  - 4月18日-新型コロナウィルス流行による緊急事態宣言によりイオンスーパー以外の店舗休業。

### 住民運動
イオンの出店計画が明らかになったことを受け、近隣の住民や商業者らは2004年（平成16年）8月に「イオンの出店を考える会」を結成。同月10日に関西文化学術研究都市センターに対して住民の意見を受け入れることや住民説明会開催を申し出たが、同センターは拒否。イオンの出店を考える会は2004年（平成16年）9月9日、京都府知事に対してイオンなどへの指導を求める要望書を提出。同年12月2日に関西文化学術研究都市センターに対して住民説明会の開催やアセスメントの実施を求める要求書を提出した。また、「イオンの出店を考える会ニュース」1号-10号を各1万枚発行したり、2005年（平成17年）10月16日からは「イオンの出店と街づくりを考えるシンポジウム」を数回開催するなどの活動を続けた。一方自治会の間でも、2005年（平成17年）3月に兜台・相楽台自治会連合会イオン問題対策協議会が結成され、木津川市西部出張所の移転やコミュニティホール「こすもすホール」の設置を実現させた。
府県境を挟んだ奈良市側でも、右京連合自治会・神功連合自治会・朱雀連合自治会・左京連合自治会の各代表で組織される高の原ショッピングセンター奈良地区協議会が結成。高の原ショッピングセンター奈良地区協議会は、2006年（平成18年）9月30日、関西文化学術研究都市センターとイオンに対し、良好な生活環境の保持を求める申し入れ書と、右京・神功地区の自治会に入っている住民の6-7割にあたる5065人分の署名を提出。京都府に対しても、同年12月9日にサンタウンプラザこすもす館について意見書を提出した。開店後も運動は続き、2007年10月14日には高の原ショッピングセンター奈良地区協議会が住民への約束違反であるゲーム機の速やかな撤去などを求め、イオンと関西文化学術研究都市センターに抗議文を提出。兜台・相楽台自治会連合会イオン問題対策協議会も、開店した後も発生した問題に対する具体的な改善策を要望している。その後、兜台・相楽台自治会連合会イオン問題対策協議会は、2008年（平成20年）3月19日に協議事項の継続を求める要望書を関西文化学術研究都市センター・イオン・サティに提出したうえで、同年3月31日に解散した。

### 届出・説明会・審議・意見書
- 2004年（平成16年）
  - 10月23日 - 関西文化学術研究都市センターが奈良市の各自治会長への説明会を開催。
  - 10月30日 - 関西文化学術研究都市センターが京都府側の区長・副区長・各自治会長への説明会を開催[170]。
  - 11月 - 精華町商工会への事前説明が行われる[171]。
- 2005年（平成17年）
  - 9月 -「（仮称）サンタウンこすもす館」の設置者である関西文化学術研究都市センターが京都府に新設を届け出る[138]。京都府に届け出たのは、大規模小売店舗立地法で届け出るのはショッピングセンターが立地する面積が多い方と定められているため[172]。
  - 9月29日 - 関西文化学術研究都市センターが京都府に届け出た「（仮称）サンタウンこすもす館」の新設届出が受理される[173]。
  - 11月20日 - 関西文化学術研究都市センターが周辺住民を対象に、木津町立高の原小学校で1回目の「（仮称）サンタウンこすもす館説明会」を開催。
  - 11月22日 - 関西文化学術研究都市センターが周辺住民を対象に、奈良市北部会館で2回目の「（仮称）サンタウンこすもす館説明会」を開催[139]。
  - 11月23日 - 関西文化学術研究都市センターが周辺住民を対象に、木津町立相楽台小学校で3回目の「（仮称）サンタウンこすもす館説明会」を開催。
- 2006年（平成18年）
  - 4月23日 - 関西文化学術研究都市センター・イオン・大本組が兜台・相楽台地区自治会連合会合同イオン問題対策協議会に対して「（仮称）サンタウンこすもす館説明会」を開催[174]。
  - 5月12日 - 第24回京都府大規模小売店舗立地審議会において「（仮称）サンタウンこすもす館」の新設届出の審議が行われる[175]。
  - 5月24日 - 京都府が関西文化学術研究都市センターに「大規模小売店舗立地法に基づく届出に対する意見」を通知[164][165]。
  - 6月17日 - 関西文化学術研究都市センターが説明会を開催[176]。
  - 7月4日 - 関西文化学術研究都市センターとイオンが京都府からの意見書を受け、対応策を兜台・相楽台地区自治会連合会合同イオン問題対策協議会に説明[177]。
  - 8月1日 - 関西文化学術研究都市センターが京都府に届け出た「サンタウンプラザこすもす館」の変更届出（届出者の代表者の氏名）が受理される[178]。
  - 11月22日 - 関西文化学術研究都市センターが京都府に届け出た「サンタウンプラザこすもす館」の変更届出（大規模小売店舗において小売業を行う者の名称及び住所並びに代表者の氏名、大規模小売店舗の新設をする日、開店時刻及び閉店時刻、駐車場利用可能時間帯）が受理される[179]。
  - 12月18日 - 第27回京都府大規模小売店舗立地審議会において「（仮称）サンタウンこすもす館」の新設届出の審議が行われる[180]。
- 2007年（平成19年）
  - 5月21日 - 関西文化学術研究都市センターが京都府に届け出た「サンタウンプラザこすもす館」の変更届出（大規模小売店舗の名称及び所在地）が受理される[181]。
  - 11月15日 - 関西文化学術研究都市センターが京都府に届け出た「サンタウンプラザこすもす館」の変更届出（大規模小売店舗において小売業を行う者の開店時刻及び閉店時刻）が受理される[182]。
  - 12月1日 - 関西文化学術研究都市センターが変更届出（大規模小売店舗において小売業を行う者の開店時刻及び閉店時刻）について「サンタウンプラザこすもす館説明会」を開催[183]。
- 2008年（平成20年）
  - 5月9日 - 第35回京都府大規模小売店舗立地審議会において「サンタウンプラザこすもす館」の変更届出の審議が行われる[184]。
  - 2008年（平成20年）5月14日 - 京都府が意見書を通知[185]。
  - 8月5日 - 設置者の代表者の変更が受理される[185]。
  - 10月8日 - 小売業者の変更が受理される[185]。
- 2011年（平成23年）12月8日 - 設置代表者の変更が受理される[185]。
- 2013年（平成25年）
  - 6月18日 - 設置者代表者変更・小売業者変更が受理される[185]。
  - 6月18日 - 延刻が受理される[185]。

## テナント

### イオン高の原店
GMSの高の原サティとして直営面積約19,300m2で開業。サティがイオンのショッピングセンターに入居するのは、関西では初めてのことであった。
この店舗はサティ破綻後初の関西への出店である。出店にあたり、マイカルは破綻後の70数店舗のリニューアルや新店舗での売場商品やトータルコーディネートの取り組みと検証を生かし、食品売場や住生活売場を中心に強化されている。具体的には、高の原サティより一足早く開店した盛岡南サティや高崎サティでは食品売場が予算割れとなり、生鮮部門の改善が課題となっていたことから、食料品売場では単品量販を強化。また、グロサリーにマイカルでは初めての高さ2100mmの什器を入れたり、府県境の立地を生かして奈良県と京都府それぞれの地元野菜と地酒が置かれたほか、深広や柿安本店、口福堂、オリジン弁当、新たに外販事業に参入したホテルグランヴィア大阪の一号店などの有名店が出店し、さらにサティ初のリカーとオリジナルケーキ店「メルシーターブル」が導入された。一方、住生活用品売場では、サティ初のガーデニング用品売場・ペット用品売場や、既存店よりさらに強化したオン・ロードを広く設け、関西初のキッズプラザも導入。ガーデニング売場のスペースが確保されたのは、団塊世代を中心とするガーデニング好きの富裕層を意識したためであり、枚方サティなど3店舗で実験してからの本格導入であった。
2011年（平成23年）3月1日以降はジャスコとサティの店舗ブランドの「イオン」への統一に伴い、イオン高の原店として営業。 2013年（平成25年）5月には2階フロアを改装し、同月30日にリフレッシュオープンした。

### イオンシネマ高の原
9つのスクリーン（計1639席）からなるワーナー・マイカル・シネマズ高の原として開館。衛生面に配慮して天井から電解水を噴霧して空気中のウイルスを抑制する三洋電機の空気清浄システム「ウイルスウォッシャー機能」が西日本では初めて劇場内（スクリーン4）に設置されて検証実験が行われ、その後2009年（平成21年）3月20日に残りの8つのスクリーンにも導入された。また、2012年（平成24年）8月23日からはシアターレンタル、2013年（平成25年）7月1日からは「イオンシネマ WEB スクリーン powered by U-NEXT」も行っている。
2013年（平成25年）7月1日以降はワーナー・マイカルとイオンシネマズの合併に伴い、イオンシネマ高の原として営業。
| No. | 座席数 | 座席数               | 座席数 | 備考                       |
| No. | 通常   | アップグレードシート | 車椅子 | 備考                       |
| --- | ------ | -------------------- | ------ | -------------------------- |
| 1   | 121    | 13                   | 2      |                            |
| 2   | 154    | 13                   | 2      | 3D対応                     |
| 3   | 160    | 13                   | 2      |                            |
| 4   | 335    | 15                   | 2      | 3D／ハイフレームレート対応 |
| 5   | 100    | 12                   | 2      |                            |
| 6   | 114    | 14                   | 2      |                            |
| 7   | 114    | 14                   | 2      |                            |
| 8   | 100    | 12                   | 2      |                            |
| 9   | 84     | 11                   | 2      |                            |

- ペットスクエア
- 専門店街
- レストラン街
- メディケアモール

詳細はショップ検索を参照のこと。

## 催事場
- こすもすホール（95m2）- 来店者や地域住民に、安らぎや楽しさを提供することを目的としている。使用可能時間は9時00分-21時00分。使用料金は60分ごとに1,050円。テーブル（180cm×45cm）20脚と椅子60脚、ホワイトボード1台、演台1台の無料での貸し出しも行っている。
- イベント・催事利用会場 - イオンモール高の原来場者へ充実した地域の情報発信とより価値あるサービスを基本とし、さらなる文化・教育・地域活動の発展を願い、向上を促進し、楽しい遊空間の演出を提供し続けることを目的としている[198]。使用可能時間は10時00分-19時00分[198]。主に行政広報課、地域振興・ボランティア団体、学校・教育関係団体、イベント業者からの申し込みを受け付け、長机、パイプイス、ベルトパーテーション、ステージ、音響、マイクなどの什器の貸し出しも行っている[198]。
  - 平安コート吹抜け（133m2）
  - 平城コート吹抜け（54m2）
  - THE SHOP TK前デッキ（12m2）
  - ライトオン前デッキ（12m2）
  - ピンクアドベ前デッキ（12m2）
  - 平安コート吹き抜け横デッキ

### 活用事例
- 案内ロボット実証実験

ATRが2007年（平成19年）7月23日から8月31日（土曜・日曜及び8月13日-8月17日を除く）にかけて、平城コートで携帯ストラップ型RFIDタグを身に付けた客がストラップを胸元のRFIDタグリーダにかざすとをその人の名前を認識し、対話履歴に基づいて11か所の関節を動かしてジェスチャーをしながら約1,500種類の言葉でショッピングセンター内の100ヶ所以上を道案内したり、店舗や日替わりの情報を提供するロボット「Robovie-IIF」の実証実験を実施。これは、総務省から委託を受けたATR、東芝、NTT、三菱重工業、松下電器が研究を行っていた「ネットワーク・ヒューマン・インターフェースの総合的な研究開発（ネットワークロボット技術）」の一環で、イオン・関西文化学術研究都市センターらが会場を提供、財団法人関西文化学術研究都市推進機構がモニターを募集し、総勢332名が参加。 実証実験の結果はHuman-Robot Interaction 2009に採録された。なお、Robovie-IIFはほとんどの動作を自律制御で行なうが、雑音の多い環境では音声認識率が20%まで低下するという報告もあることを考慮し、音声認識はバックヤードで待機しているオペレーターが行い、また客の発現内容に対応できない場合もオペレーターが支援をしていた。
- けいはんな市民雑学大学

けいはんなのまちづくりを考える会によって構想され、2008年（平成20年）3月29日に開設した市民講座。主にこすもすホールで月1回、土曜日に開催される。西村一朗平安女学院大学教授を運営委員会代表とし、地元住民や学者などからなる9人の運営委員からの依頼や公募によって市民教授が選ばれる。
- 奈良市立佐保台小学校の児童によるプレゼンテーション

なら町長屋「朱鳥」の協力のもと、奈良市立佐保台小学校5年生が考えた手ぬぐいのデザインを児童が自ら来店客にプレゼンテーション。
- Maico学校

木津川市と精華町に住む女性3人のグループMaicoが、2013年（平成25年）9月11日から毎月3回女性のための講座を開催。こすもすホールが開催場所のひとつになっている。
- 京都府立高校カーニバル at イオンモール高の原 秋の大文化祭 2days♪

「京都府とイオン株式会社との地域活性化包括連携協定」に基づき、2013年（平成25年）11月2日-11月3日に京都府内の高校によって、パフォーマンス及び展示、体験ブースの出展、開発商品・産物販売と学校紹介パンフレット展示が行われる。

## 環境対策
店内
空調の熱源機にインバータターボ冷凍機と氷蓄熱を組み合わせたエコ・アイスを、空調二次側設備に低温送風空調システムを採用。関西電力の推奨する蓄熱受託制度をイオンショッピングセンターとしては2番目、イオングループとしては9番目に導入しており、イオンと関西電力は「平成17年度先導的負荷平準化機器導入普及モデル事業費補助金制度」の補助対象事業者に採択された。さらに、2011年（平成23年）夏には13時-16時に集中的に氷の冷熱を放熱し、7月から9月までで約780kwを節電している。また、消火器表示灯の電気には太陽光発電パネルを採用している。
店外
断熱のため建物の開口部は少なく、地階と最上階は駐車場にするように設計された。また、京都府の電気自動車用急速充電器設置場所の公募に応募。既存の100kW太陽光パネルと新たに設置する1kw太陽光パネルを充電に利用できる環境配慮型急速充電器1基が設置された。

## 交通アクセス

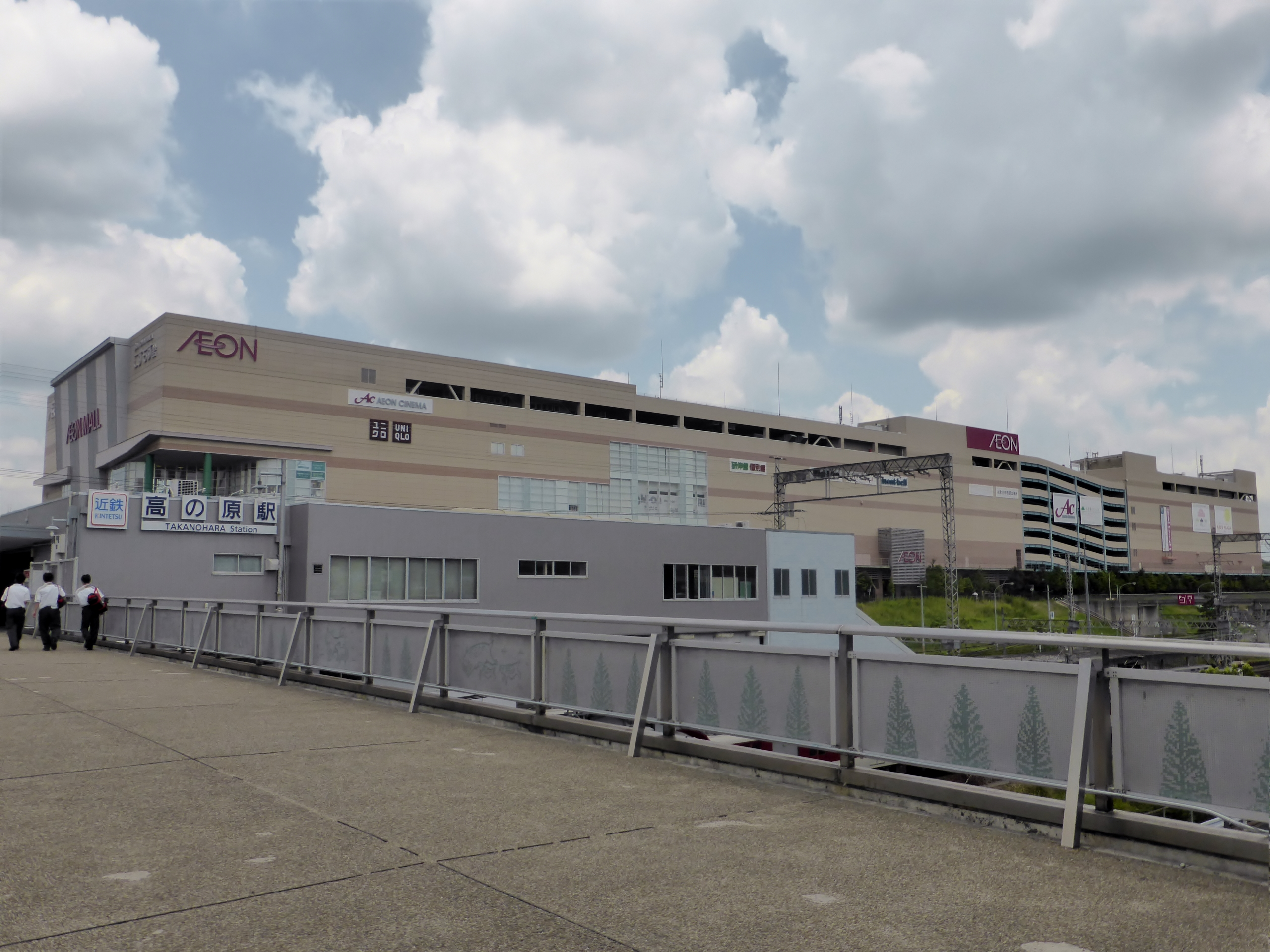
高の原駅とイオンモール

### バス
- 高の原駅前バスセンター下車すぐ[217]
  - 高の原駅#バス路線を参照。

### 自動車
- 京奈和自動車道山田川ICより5分。
- 駐車場については、公式サイト駐車場のご案内を参照。

## 関西文化学術研究都市付近の競合する大型商業施設
近鉄けいはんな線新設に伴って関西文化学術研究都市では商業施設の開店が相次ぎ、2005年（平成17年）11月にユータウンけいはんな、2006年（平成18年）7月にイオンモール奈良登美ヶ丘が開業。さらに、2008年（平成20年）3月にガーデンモール木津川が開業した。

### 既存施設への影響
サンタウンプラザこすもす館をイオンリテールに貸与している関西文化学術研究都市センターは、こすもす館建設以前からサンタウン高の原とサンタウンひまわり館を運営していた。このうちサンタウン高の原について、関西文化学術研究都市センターはイオン高の原ショッピングセンター開業後の年商はおよそ70億円から50億円程に減収するだろうと明言していたが、リニューアルによって中高年齢層向けの日常品販売などに特化することで存続を図るとした。しかし、実際は売上は大きく減少し、テナントの入退去が繰り返された。一方、サンタウンひまわり館はリニューアルの結果、空きテナントは抑えられた。
また、奈良市ではスーパーがイオン高の原ショッピングセンター開業に合わせて閉店。飲食店もイオン高の原ショッピングセンターの影響で相次いで閉店したと言われている。